# Kiki Heessels
Kiki Heessels (18 juni 1964) is een Nederlandse kleinkunstenares.
Heessels groeide op in de Achterhoek. Ze begon haar opleiding met de Pedagogische Academie, maar ging na een jaar naar de Toneelschool Maastricht, alvorens te besluiten dat de kleinkunstacademie haar beter lag. Tijdens haar studie won ze de Wim Sonneveldprijs op het Amsterdams Kleinkunst Festival. Daarnaast verzorgde ze samen met onder anderen Jeroen van Merwijk radiohoorspelen voor de KRO-programma's De Krijsende Tafel en Ratel.
Begin jaren negentig speelde Heessels in verscheidene musicals zoals Geboren vrienden, Herman Heijermans van Ton Lutz en Fulco de minstreel.
Tussen 1995 en 2000 bracht Heessels een drietal cabaretprogramma's. Ook bracht ze onder begeleiding Nederlandse liedjes, schreef columns en verzorgde ze workshops. In 2002 regisseerde ze de kindertheatervoorstelling De Kukelhaan. In 2007 staat ze weer in het theater met kindercabaret en veel liedjes.

## Theatervoorstellingen
- 1989-1990: Zeg maar Sneeuwwitje (Amsterdams Kleinkunst Festival)
- 1995-1996: Kiek Uut
- 1996-1998: Liefdeslef
- 1999-2000: Blond en Blauw
- 2003-2004: Rijp
- 2007-2008: Binnenstebuiten (kindercabaret)
- 2007-2010: Van hier tot Gunder
- 2010-2011: Tophit
- 2011-2012: Kees de Jongen, een rockopera (met Frank Groothof en de Kift)
- 2013: Monsters dragen nooit schoenen
- 2017: 'Ooit Nooit Nu' (familievoorstelling)
- 2020 'Hoedje' met Brisk Recorder Quartet
- 2023-heden 'Bij Kiek Tuus'

## Prijzen
- 1989: Wim Sonneveldprijs, tevens publieksprijs